# 591
591(오백구십일)은 590보다 크고 592보다 작은 자연수다.

## 수학
- 합성수로, 그 약수는 1, 3, 197, 591이다. 진약수의 합은 201이므로, 591은 부족수다.

## 과학
- NGC 591(독일어판, 프랑스어판): 안드로메다자리 방향에 있는 렌즈형은하.
- 591 이름가르트(영어판): 소행성.

## 군사
- U-591(영어판, 독일어판): 제2차 세계 대전에 사용된 나치 독일의 군용 잠수함.

## 문화유산
- 대한민국의 보물 제591호: 석씨원류응화사적목판

## 기타
- 연도: 591년, 기원전 591년